# 海地国家电视台
海地国家电视台（法語：Télévision Nationale d'Haïti; TNH）或 TNH 是海地的国家电视台。它成立于 1979年 11月23日，隶属于信息和协调部，是继 海地电视台（第 2 和 4 频道）之后海地的第二家电视台。
1987 年，它与国营的 国家电台（Radio Nationale）合并为一个名为 海地国家广播电视台（Radio Télévision Nationale d'Haïti; RTNH）的网络，并于 1995 年由文化部接管。

## 外部連結
- TNH官方网页 （页面存档备份，存于） （法语）